# Viticipremna
Viticipremna es un género de plantas con flores pertenecientes a la familia de las lamiáceas, anteriormente se encontraba en las verbenáceas. Es originario de Malasia y del suroeste del Pacífico.

## Especies
- Viticipremna novae-pommeraniae (Warb.) H.J.Lam, Verben. Malay. Archip.: 163 (1919).
- Viticipremna philippinensis (Turcz.) H.J.Lam, Bull. Jard. Bot. Buitenzorg, III, 3: 47 (1921).
- Viticipremna queenslandica Munir, J. Adelaide Bot. Gard. 7: 187 (1985).
- Viticipremna tomentosa Munir, J. Adelaide Bot. Gard. 7: 184 (1985).
- Viticipremna vitilevuensis Munir, J. Adelaide Bot. Gard. 7: 189 (1985).